# 14189 Sèvre
14189 Sèvre è un asteroide della fascia principale. Scoperto nel 1998, presenta un'orbita caratterizzata da un semiasse maggiore pari a 2,7260564 UA e da un'eccentricità di 0,1959356, inclinata di 3,14089° rispetto all'eclittica.